# Pasay
Pasay is een stad op het eiland Luzon in de Filipijnen. Ze vormt samen met 16 andere steden en gemeenten de National Capital Region, die ook wel Metro Manilla wordt genoemd. Bij de laatste census in 2010 telde de stad bijna 393 duizend inwoners.

## Geografie

### Bestuurlijke indeling
Pasay is onderverdeeld in 201 barangays, die barangay 1 tot en met barangay 201 genoemd zijn.

## Demografie
Pasay had bij de census van 2010 een inwoneraantal van 392.869 mensen. Dit waren 10.195 mensen (2,5%) minder dan bij de vorige census van 2007. Ten opzichte van de census van 2000 was het aantal inwoners gegroeid met 37.961 mensen (10,7%). De gemiddelde jaarlijkse groei in die periode kwam daarmee uit op 1,02%, hetgeen lager was dan het landelijk jaarlijks gemiddelde over deze periode (1,90%).

De bevolkingsdichtheid van Pasay was ten tijde van de laatste census, met 392.869 inwoners op 13,97 km², 28122,3 mensen per km².

## Sport
De Mall of Asia Arena in de SM Mall of Asia is met 15.000 zitplaatsen een van de grotere overdekte arena's in de Filipijnen. De arena in in gebruik als locatie voor basketbalwedstrijden en popconcerten. Het gebouw is een de speellocaties voor het Wereldkampioenschap basketbal mannen 2023.

## Geboren in Pasay
- Anita Linda (1924-2020), actrice;
- Jose Concepcion (1931-2024), topman en voormalig minister;
- Sigfrido Tiñga (1965), politicus en ondernemer;
- Sharon Cuneta (1966), zangeres, actrice en tv-presentatrice.